# Руський Потік
Руський Потік (словац. Ruský Potok) — село в Словаччині, Снинському окрузі Пряшівського краю. Розташоване в північно-східному куті Словаччини біля кордону з Польщею, неподалік кордону з Україною.

## Історія
Давнє лемківське село Потік. Вперше згадується у 1635 році.

## Сучасність
В селі є мальовнича дерев'яна церква.

## Населення
| Рік:            | 1993 | 2003     | 2013     | 2023     |
| --------------- | ---- | -------- | -------- | -------- |
| Кількість осіб: | 198  | 154      | 133      | 113      |
| Різниця:        |      | -22,22 % | -13,63 % | -15,03 % |

| Рік:            | 2022 | 2023    |
| --------------- | ---- | ------- |
| Кількість осіб: | 119  | 113     |
| Різниця:        |      | -5,04 % |

В селі проживає 147 осіб.
Національний склад населення (за даними останнього перепису населення — 2001 року):
- словаки — 70,19 %
- українці — 24,22 %
- русини — 5,59 %

Склад населення за приналежністю до релігії станом на 2001 рік:
- православні: 99,38 %